# Goryphus striolatus
Goryphus striolatus är en stekelart som först beskrevs av Cameron 1905.  Goryphus striolatus ingår i släktet Goryphus och familjen brokparasitsteklar. Inga underarter finns listade i Catalogue of Life.